# Christiane Nüsslein-Volhard
Christiane Nüsslein-Volhard (Alemania, 20 de octubre de 1942) es una bióloga del desarrollo alemana ganadora del Premio Nobel de Medicina en 1995.

## Biografía
Christiane Nüsslein-Volhard estudió inicialmente Biología en Fráncfort, luego cambió a Física y posteriormente a Bioquímica. Desde 1985 dirige la división de genética del Instituto Max Planck de Biología del desarrollo en Tubinga, Alemania.

## Investigación
Los experimentos que le valieron a Nüsslein-Volhard y Wieschaus su premio Nobel tenían como objetivo identificar genes involucrados en el desarrollo de embriones de Drosophila melanogaster (mosca de la fruta). En este punto (finales de la década de 1970 y principios de la de 1980) se sabía poco sobre los mecanismos genéticos y moleculares por los cuales los organismos multicelulares se desarrollan desde células individuales hasta formas morfológicamente complejas durante la embriogénesis.
La mosca de la fruta han sido durante mucho tiempo un organismo modelo importante en genética debido a su pequeño tamaño y al tiempo de generación rápido, lo que hace que incluso un gran número de ellas sea relativamente fácil de mantener y observar en el laboratorio. Nüsslein-Volhard y Wieschaus identificaron genes implicados en el desarrollo embrionario mediante una serie de pruebas genéticas. Generaron mutaciones aleatorias en moscas de la fruta utilizando EMS (metanosulfonato de etilo ). Algunas de estas mutaciones afectaron a genes implicados en el desarrollo del embrión. Nüsslein-Volhard y Wieschaus aprovecharon la forma segmentada de las larvas de Drosophila para abordar la lógica de los genes que controlan el desarrollo. En Drosophila normal sin mutar, cada segmento produce cerdas llamadas dentículos en una banda dispuesta en el lado del segmento más cercano a la cabeza (el anterior ). Los investigadores observaron el patrón de segmentos y dentículos en cada mutante bajo el microscopio y, por lo tanto, pudieron determinar que genes particulares estaban involucrados en diferentes procesos durante el desarrollo en función de sus diferentes fenotipos mutantes (como menos segmentos, brechas en la normalidad). patrón de segmento y alteraciones en los patrones de dentículos en los segmentos). Muchos de estos genes recibieron nombres descriptivos basados en la apariencia de las larvas mutantes, como erizo, gurken (alemán: "pepinos") y Krüppel ("lisiado"). Más tarde, los investigadores identificaron exactamente qué gen había sido afectado por cada mutación, identificando así un conjunto de genes cruciales para la embriogénesis de Drosophila. El estudio posterior de estos mutantes y sus interacciones condujo a nuevos conocimientos importantes sobre eldesarrollotemprano de Drosophila, especialmente los mecanismos que subyacen al desarrollo gradual de los segmentos corporales.[cita requerida]
Estos experimentos no solo se distinguen por su gran escala (con los métodos disponibles en ese momento, implicaban una enorme carga de trabajo), sino, lo que es más importante, por su importancia para organismos distintos de las moscas de la fruta. Más tarde se descubrió que muchos de los genes identificados aquí tenían homólogos en otras especies. En particular, los genes homeobox (que codifican los factores de transcripción que participan críticamente en el desarrollo temprano del cuerpo) se encuentran en todos los metazoos y, por lo general, tienen funciones similares en la segmentación corporal.
Estos hallazgos también han llevado a importantes descubrimientos sobre la evolución, por ejemplo, que es probable que los protostomas y los deuterostomas hayan tenido un ancestro común relativamente bien desarrollado con un plan corporal mucho más complejo de lo que se pensaba convencionalmente.
Además, aumentaron en gran medida nuestra comprensión de la regulación de la transcripción, así como del destino celular durante el desarrollo.
Nüsslein-Volhard está asociado con el descubrimiento de la proteína Toll, que condujo a la identificación de receptores de tipo toll.
Recibió, junto Edward B. Lewis y Eric Wieschaus, el Premio Nobel de Fisiología o Medicina en el año 1995.

## Algunas publicaciones
- Von Genen und Embryonen. Reclam, 2004, ISBN 3-15-018262-X
- Das Werden des Lebens – Wie Gene die Entwicklung steuern. Beck, 2004, ISBN 3-406-51818-4
- Wann ist ein Mensch ein Mensch? C. F. Müller, 2003
- Gradienten als Organisatoren der Embryonalentwicklung. In: Spektrum der Wissenschaft.
- Mein Kochbuch, Insel, ISBN 978-3-458-06880-8
- Coming to life: how genes drive development, Kales Press, USA 2006, ISBN 978-0-9670076-7-0

## Literatura
- Judith Rauch. Verstehen, wie das Leben funktioniert. In: Charlotte Kerner (Hrsg): Madame Curie und ihre Schwestern – Frauen, die den Nobelpreis bekamen. Beltz Verlag, Weinheim, Basel 1997, ISBN 3-407-80845-3